# Histona H4
La histona H4 és una de les 5 principals histones implicades en l'estructura de les cromatines de les cèl·lules eucariotes. Amb un domini globular principal, disposa d'una llarga cua N terminal que l'involucra en l'estructura dels nucleosomes.